# Rabies (film)
Rabies - scener ur människolivet är en svensk TV-film från 1958 i regi av Ingmar Bergman.

## Medverkande
- Bibi Andersson – Eivor
- Gunnel Blixt – en ung flicka
- Axel Düberg – Sven, furir
- Åke Fridell – Sixten Garberg
- Tor Isedal – Knut Mostersson
- Åke Jörnfalk – Rolf, sextonåring
- Gunnel Lindblom – Jenny
- Dagny Lind – Moster
- Nils Nygren – Cronswärd, jur. kand.
- Toivo Pawlo – grosshandlaren
- Marianne Stjernqvist – fru Svensson
- Folke Sundqvist – Erik
- Max von Sydow – Bo Stensson Svenningsson